# Jazzdor
Jazzdor (volledige naam Jazzdor - festival de Jazz de Strasbourg) is een Duits-Frans jazzfestival.
Het Jazzdor-festival heeft jaarlijks in november plaats in Straatsburg en in Offenburg. Er worden steeds zo'n veertig concerten gegeven (waaronder Duits-Franse samenwerkingen), enkele masterclassen en programma's met artists in residence.
Het eerste festival vond plaats in 1986, in Straatsburg. Jazzdor werd in 2007 voor het eerst ook gehouden in het Kesselhaus in der Kulturbrauerei in Berlin (onder de noemer Jazzdor Strasbourg-Berlin).
Het festival is lid van onder meer de Association des Festivals Innovants en Jazz et Musiques Actuelles en het Europe Jazz Network.